# 蒙泰利耶
蒙泰利耶（法語：Montélier，法語發音：[mɔ̃telje]）是法国德龙省的一个市镇，位于该省西部，属于瓦朗斯区。

## 地理
蒙泰利耶（44°56'15"N, 5°1'52"E）面积24.76 平方千米，位于法国奥弗涅-罗讷-阿尔卑斯大区德龙省，该省份为法国东南部内陆省份，北起顺时针与伊泽尔省、上阿尔卑斯省、上普罗旺斯阿尔卑斯省、沃克吕兹省和阿尔代什省接壤。
与蒙泰利耶接壤的市镇（或旧市镇、城区）包括：阿利克桑、沙伯伊、沙尔佩、沙托杜布勒、瓦朗斯。

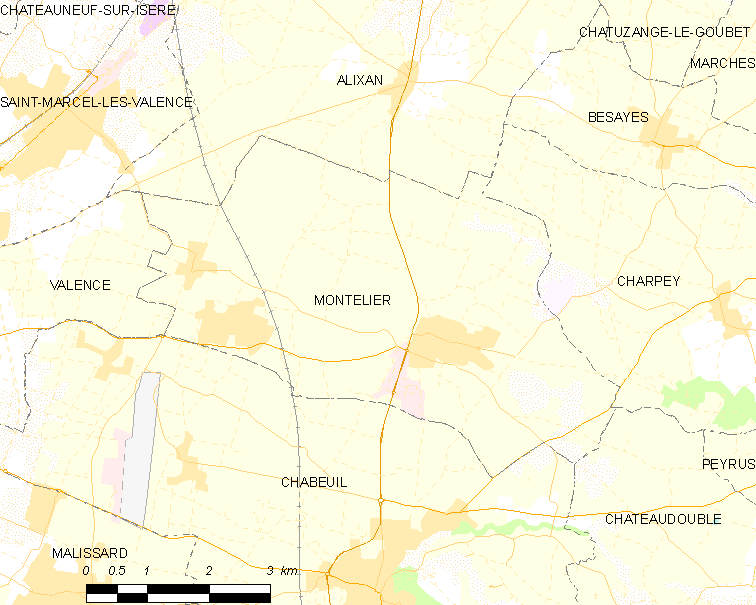
蒙泰利耶的OSM定位图

蒙泰利耶的时区为UTC+01:00、UTC+02:00（夏令时）。

## 行政
蒙泰利耶的邮政编码为26120，INSEE市镇编码为26197。

## 政治
蒙泰利耶所属的省级选区为瓦朗斯第二县。

## 人口

1962-2008年间蒙泰利耶人口变化图示

蒙泰利耶于2022年1月1日时的人口数量为4284人。